# Botola

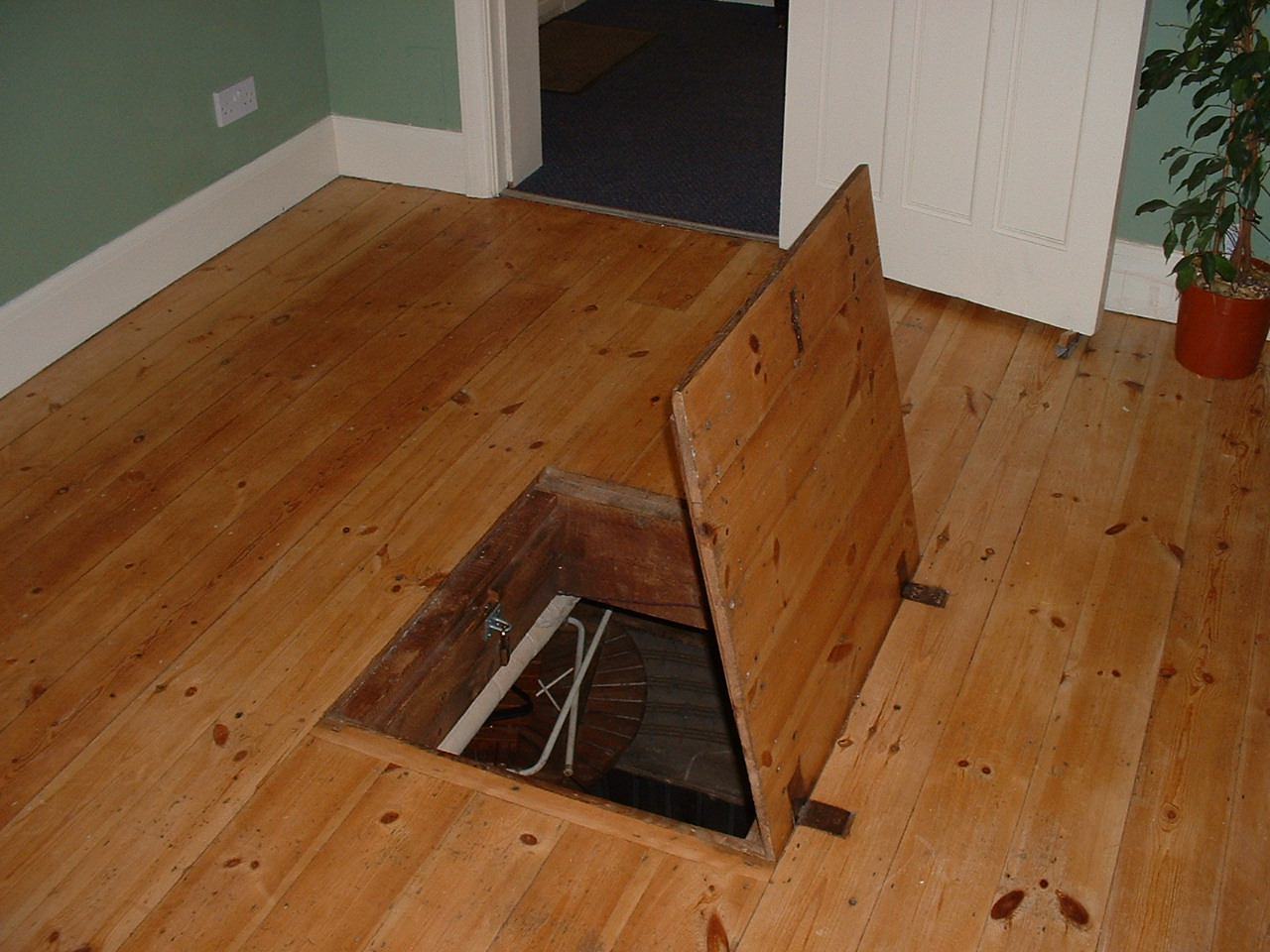
Una botola per un rifugio antiaereo della Seconda guerra mondiale

Una botola è una porta scorrevole o a cerniera, a filo con la superficie di un pavimento, un tetto o soffitto, o il palcoscenico di un teatro. Un portello, un'apertura che può anche essere in un muro e non deve essere a filo con la superficie, è simile; in alcuni casi entrambi i nomi sono applicabili. Una piccola porta in una parete, pavimento o soffitto utilizzato per accedere alle apparecchiature è chiamato un portello di accesso o una porta di accesso.

## Storia
In origine le botole erano come trappole per i sacchi dei mulini e permettevano ai sacchi di passare attraverso il mulino per poi, naturalmente, tornare alla posizione di chiusura originale.
Molti edifici con tetti piani hanno portelli che danno accesso al tetto; sulle navi dei portelli di solito non a filo e mai chiamati botole, consentono l'accesso al ponte. Le navi da carico, comprese le navi portarinfuse, hanno grandi portelli per l'accesso alle stive.

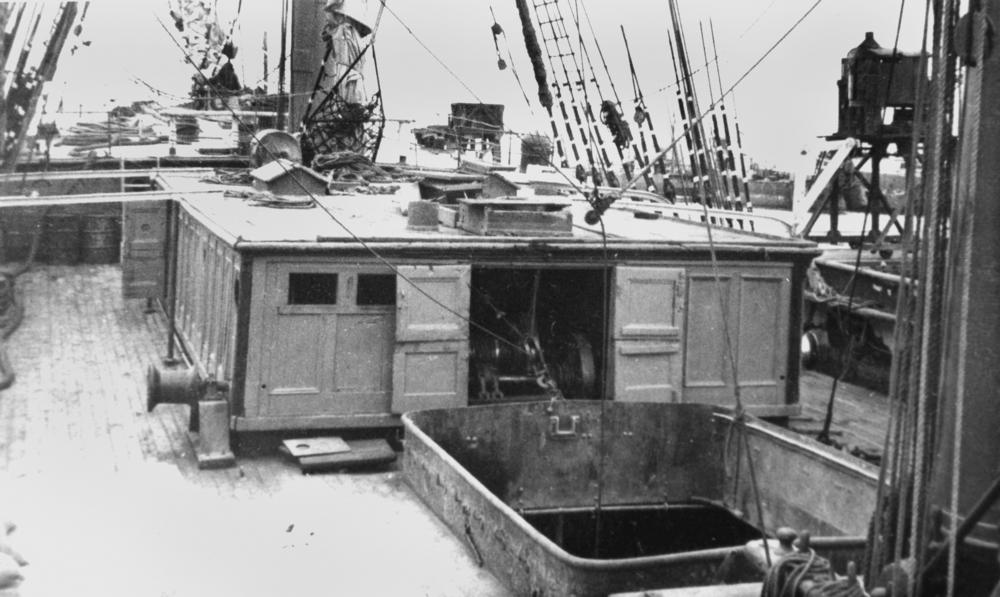
Boccaporto della Omega, l'ultima nave da carico a vela a vele quadrate

### Forche
La maggior parte delle forche del XIX e l'inizio del XX secolo erano caratterizzate da una botola, di solito con due lembi. La vittima veniva posta nel punto della chiusura. L'estremità di una botola più lontana dalla cerniera dà più accelerazione che non la sola forza di gravità, in modo che il prigioniero non tocca i lembi ma cade liberamente.

### Ferrovie
Il termine botola si riferisce anche ad una lastra all'ingresso del disimpegno di un vagone passeggeri che permette l'accesso alle piattaforme di livello superiore quando giace piatta contro il pavimento della vettura, e che può essere capovolto aperto per esporre i gradini per l'accesso alle piattaforme al livello del suolo. Molti commuter delle ferrovie americane che operano con i carri ferroviari Comet realizzati da Bombardier hanno botole per permettere la salita e la discesa dei passeggeri, sia alle piattaforme ai livelli alti che a quelle al livello del suolo. Le flotte di automotrici Amtrak Viewliner, Amfleet, e Horizon hanno tutti botole.

### Biologia
I ragni appartenenti a questa famiglia vengono denominati ragni a porta-trappola (in inglese trapdoor spiders) e fra i ragni migalomorfi sono di medie dimensioni; scavano un cunicolo nel terreno usando vegetazione e seta per mantenerlo allargato, e pongono alla sommità una sorta di porta-trappola nella quale cascano le prede ignare.

### Teatro

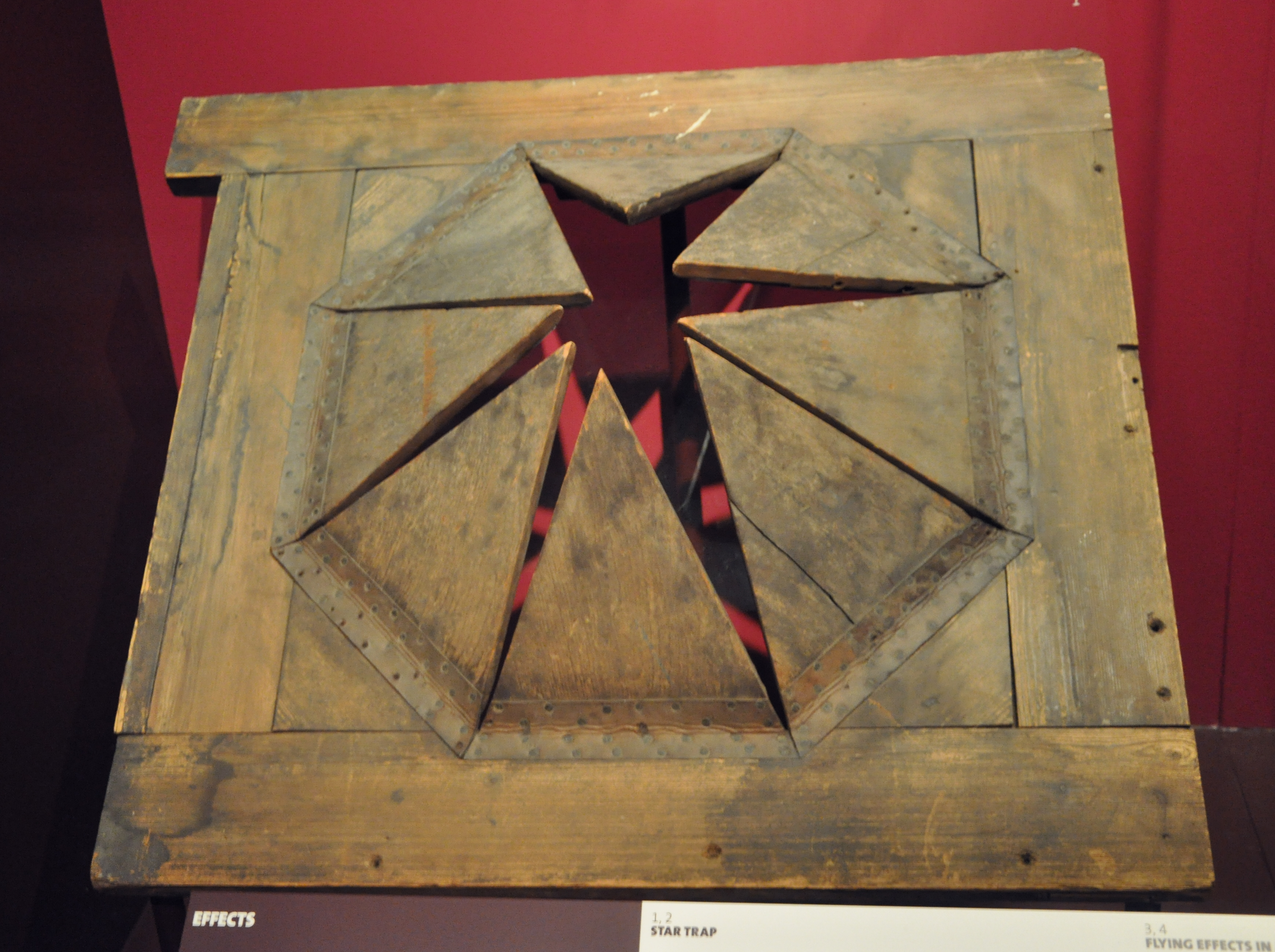
Botola (star trap) del XIX secolo del Theatre Royal, Drury Lane, Londra, ora presso il Victoria and Albert Museum

Nell'uso teatrale, le botole (star traps) permettevano apparizioni esplosivo veloci sul palcoscenico, come Jinn che appare in una nuvola di fumo. Sfortunatamente questi dispositivi erano anche pericolosi se il meccanismo veniva azionato troppo lentamente, provocando la caduta dell'attore attraverso il foro o sui denti seghettati, cosicché il loro uso è stato vietato e superato dai più grandi ascensori a gomito a mano.

### Cinema
Botole nascoste appaiono di tanto in tanto nei film di avventura, come ingressi di passaggi segreti, o per tunnel segreti. Appaiono anche letteralmente trappole in cui un pedone sfortunato può cadere se a lui o a lei capita di calpestarne una.